# Kompetenzzentrum des Handwerks
Kompetenzzentren des Handwerks sind nach den Richtlinien des Bundesministerium für Bildung und Forschung (BMBF) sowie des Bundesinstituts für Berufsbildung (BIBB) ausgewählte überbetriebliche Berufsbildungsstätten im Handwerk (ÜBS). Seit dem Jahre 1999 unterstützen das Bundesministerium für Wirtschaft und Technologie (BMWi) und das Bundesministerium für Bildung und Forschung (BMBF) die konsequente Weiterentwicklung der überbetrieblichen Berufsbildungsstätten im Handwerk (ÜBS) zu Kompetenzzentren.
Die geförderten Kompetenzzentren haben über 67 Technologiefelder für das Handwerk erschlossen und den Betrieben damit neue Tätigkeitsfelder eröffnet. Dazu zählen beispielsweise Kfz-Technik, Automatisierungs- und Sicherheitstechnik, Photovoltaik und Solarthermie, Energieeffizienz- und Umwelttechnologien, Hörakustik, Informations- und Kommunikationstechnik, aber auch moderne Fertigungstechniken sowie Aspekte der Nachhaltigkeit und Ressourceneffizienz etwa durch energiesparenden Holzbau.

## Auftrag
Hauptaufgabe der ÜBS als Kompetenzzentren ist weiterhin die Durchführung von Aus- und Weiterbildungsangeboten. Die als „Leuchttürme“ agierenden Kompetenzzentren entwickeln Leitprojekte, in denen fachliche Inhalte nach modernsten Methoden des Kompetenzerwerbs aufbereitet und anderen Berufsbildungsstätten zur Verfügung gestellt werden. Hiermit leisten die Kompetenzzentren einen wesentlichen Beitrag zur  Aktualisierung und Qualitätsverbesserung von Aus- und Weiterbildung. Dabei gilt es, die vorhandenen Infrastrukturen zu nutzen und entsprechend den neuen Anforderungen weiterzuentwickeln. Kompetenzzentren sollen aufeinander abgestimmte, aber unterschiedliche Schwerpunkte bilden und sich zu diesem Zweck mit Kooperationspartnern vernetzen.

## Aufgaben eines Kompetenzzentrums im Handwerk
- Entwicklung und Erprobung standardisierter, qualitätsgesicherter Aus-, Fort- und Weiterbildungsangebote
- Integration neuer Technologien, verstärkt mediengestützt
- Unterstützung beim Transfer dieser Angebote in die Bildungszentren
- Entwicklung und Erprobung von Bildungsdienstleistungskonzepten

- Personalentwicklung
- Karriereplanung / Employability
- Lebenslanges Lernen

- Erprobung von Innovationen für Bildungszentren und Betriebe

- Methodik / Didaktik / Mediennutzung
- Technologien
- Organisations- und Personalentwicklung